# Gernsheim
Gernsheim è una città tedesca di 11 024 abitanti, situata nel land dell'Assia.